# Le Front du refus
 (août 2019).
Si vous disposez d'ouvrages ou d'articles de référence ou si vous connaissez des sites web de qualité traitant du thème abordé ici, merci de compléter l'article en donnant les références utiles à sa vérifiabilité et en les liant à la section « Notes et références ».
Le Front du refus (sous-titré Les Commandos-suicides) est un documentaire français réalisé par Jocelyne Saab en 1975.

## Synopsis
Le Front du Refus est un film sur les premières fractions de commando-suicides palestiniens, qui s'entraînaient à la frontière syrienne à proximité des tunnels permettant de rejoindre secrètement les territoires palestiniens occupés.
Jocleyne Saab a été la première journaliste à pouvoir entrer dans ces camps d'entraînement avec sa caméra pour documenter les entraînements.

## Fiche technique
- Titre : Le Front du refus
- Réalisation : Jocelyne Saab
- Journaliste : Jocelyne Saab
- Production : Jocelyne Saab
- Droits de diffusion : Nessim Ricardou
- Format : couleur - 16 mm